# Pseuderanthemum ewanii
Pseuderanthemum ewanii är en akantusväxtart som beskrevs av Emery Clarence Leonard. Pseuderanthemum ewanii ingår i släktet Pseuderanthemum och familjen akantusväxter. Inga underarter finns listade i Catalogue of Life.